# Wahldiagramm

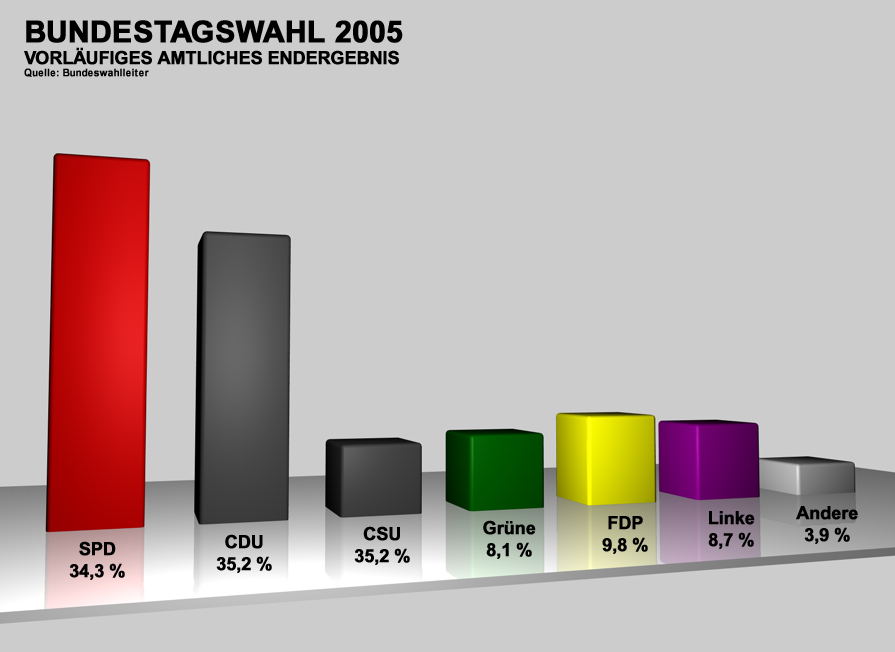
Vorläufiges amtliches Endergebnis der Bundestagswahl 2005 als Säulendiagramm

Ein Wahldiagramm ist die graphische Darstellung von Wahlergebnissen oder Wahlumfragen.
Die über die Zweitstimme erhaltenen Wählerstimmen werden meist als Säulendiagramme mit der jeweiligen Prozentangabe darunter dargestellt. Die Sitzverteilungen der Parteien im Parlament werden in der Regel als Halbkreisdiagramm aufbereitet, wie es optisch der Sitzanordnung mehrerer Plenarsäle entspricht. Bei der Farbcodierung orientieren sich Wahldiagramme üblicherweise an der politischen Kennfarbe der jeweiligen Parteien.
Die Reihenfolge der Balken entspricht meist von links nach rechts der Platzierung der Parteien bei der entsprechenden vorherigen Wahl und orientiert sich somit an der vorgegebenen Reihenfolge auf dem Stimmzettel, die in § 30 des Bundeswahlgesetzes geregelt ist.